# Helen Scott
Pour les articles homonymes, voir Scott.
Helen Scott (née Helen Grace Reswick le 16 juin 1915 à Brooklyn et morte le 20 novembre 1987 à Paris) est une attachée de presse, responsable des relations publiques et interprète américaine. Francophone, elle est l'interprète des fameux entretiens Hitchcock-Truffaut de 1962, qui ont donné lieu au livre éponyme.

## Biographie
Helen Reswick naît à Brooklyn le 16 juin 1915, de parents juifs ; son père, originaire d'Ukraine, est arrivé aux États-Unis en 1904,. Correspondant de presse, il réside à Moscou à partir de 1922 mais préfère que sa famille réside en France : c'est ainsi que la petite Helen vivra à Nice de 8 à 17 ans. Depuis lors, elle est parfaitement francophone.
Elle quitte l'école très jeune et travaille comme journaliste pigiste.
De retour aux États-Unis, elle travaille au Workers Alliance (en), un syndicat faisant partie du Komintern.
Durant la Seconde Guerre mondiale, elle participe à Radio Brazzaville.
Elle est attachée de presse lors du procès de Nuremberg, travaille à l'ONU et à l'office des affaires pan-américaines (en). Son engagement à gauche lui vaut des suspicions d'espionnage, d'autant qu'elle a travaillé en 1944 comme assistante parlementaire.
En 1959, elle devient responsable des relations publiques du bureau du film français à New York. Elle fait peu après la connaissance de François Truffaut, qui est venu y présenter son film Les Quatre Cents Coups et  recevoir le prix du meilleur film étranger,. Ils deviennent amis. Helen Scott sera l'interprète des entretiens de Truffaut avec Alfred Hitchcock. En 1965, elle quitte son poste au bureau du film français pour assister au tournage de Fahrenheit 451. Elle s'installe par la suite à Paris, où elle continue à travailler dans le cinéma.
Elle meurt en 1987 et est enterrée au cimetière de Montmartre.

## Autres sources
- Claire Devarrieux, « Helen Scott, passeuse de Nouvelle Vague », Libération, no 12051,‎ 5 mars 2020, p. 30 (ISSN 0335-1793, lire en ligne, consulté le 5 mars 2020). .
- François Truffaut, Correspondance, Renens, Hatier / 5 continents, avril 1988, 672 p. (ISBN 2-21807862-7).
- Alfred Hitchcock, François Truffaut et Helen Scott, Hitchcock/Truffaut : édition définitive, Paris, Ramsay, octobre 1983 [détail de l’édition].
- Serge Toubiana, L'Amie américaine, Paris, Stock, coll. « La Bleue », mars 2020, 346 p. (ISBN 9782234088733, présentation en ligne).
- François Truffaut et Helen Scott, Mon petit Truffe, ma grande Scottie. Correspondance, 1960-1965, édition établie et commentée par Serge Toubiana, Denoël, 2023.